# Пармиджанино
Пармиджани́но (итал. Parmigianino — диминутив от итал. Parmigiano — житель Пармы), настоящее имя Джироламо Франческо Мария Маццола (итал. Girolamo Francesco Maria Mazzola; 11 января 1503, Парма, Эмилия-Романья — 24 августа 1540, Казальмаджоре, Ломбардия) — итальянский рисовальщик, живописец и гравёр периода маньеризма эмилианской школы.

## Биография и творчество

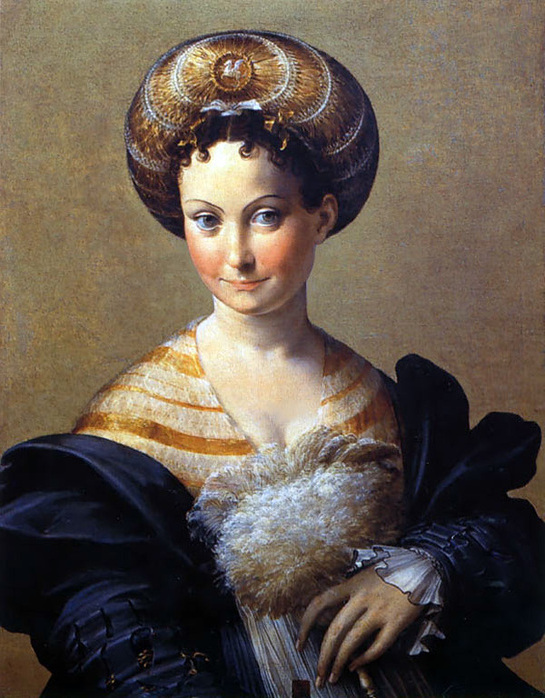
Турецкая невольница. Ок. 1530. Холст, масло. Национальная галерея, Парма

Семья Маццола была родом из Понтремоли (Тоскана), в давние времена, переехала в Парму и с 1305 года члены семьи занималась торговлей и ремёслами. Франческо родился в окрестностях Сан-Паоло в Парме 11 января 1503 года, в семье живописца Филиппо Маццолы, также известного как Филиппо дель Эрбетте (Filippo dell' Erbette), который умер в 1505 году, и Донателлы Аббати; восьмой из девяти детей, он был крещён два дня спустя, 13 января. Уменьшительное прозвание «Пармиджанино» произошло «из-за его небольшого телосложения и нежной внешности».
У отца и его первой жены Марии (дочери кремонского художника Франческо Таккони, учеником которого он был) имелись старшие дети, среди которых известен только Дзаккария, малозначительный художник, зарегистрированный в 1525 году в Умбрии.
Семья Пармиджанино жила в Виколо-делле-Ассе, который теперь называется «Борго-дель-Пармиджанино». Дяди Франческо (братья отца): Пьеро Иларио и Микеле также были художниками; после смерти главы семьи Филиппо, которая, по свидетельству Джорджо Вазари, произошла в 1505 году из-за эпидемии чумы, они позаботились о Франческо, которому тогда было два года, чтобы приобщить его к изучению рисунка и живописи: «И хотя они были уже стариками и живописцами не весьма знаменитыми, они тем не менее понимали толк в произведениях искусства».
Важными примерами для его художественного образования, хотя и не решающими, были фрески Корреджо в Парме и наблюдение за работами ломбардских живописцев, действовавших в Кремоне, прежде всего, Порденоне; у него также была возможность ознакомиться с произведениями Чимы да Конельяно и Франческо Франча.
Первую картину — «Крещение Иисуса» — Франческо написал в шестнадцатилетнем возрасте. В 1521 году из-за боевых действий, опустошавших Северную Италию и в районе Пармы (город был осаждён войсками французского короля Франциска I), дяди решили в качестве меры предосторожности отправить Франческо в провинцию, в Виадану (Ломбардия), вместе с мальчиком Джироламо Маццолa-Бедоли (который в 1529 году женился на Катерине Елене Маццоле, дочери Пьера Иларио).

### Пармский период
После окончания войны возобновились работы в Парме, в церкви Сан-Джованни-Эванджелиста, где, по крайней мере, с 21 ноября 1522 года Пармиджанино задокументирован вместе с Корреджо, Франческо Марией Рондани и Микеланджело Ансельми. В куполе Пармиджанино изобразил по крайней мере одного путто, более «озорного и стремительного», чем у Корреджо.
Влияние Корреджо ощущается в ранних работах Пармиджанино: «Мистическом обручении святой Екатерины Александрийской» (1521, второй вариант — 1527—1537); фресках в двух боковых капеллах упомянутой пармской церкви (ок. 1522—1523). Но Пармиджанино в поисках своего индивидуального стиля во многом переосмыслил опыт старшего коллеги, «создав свой собственный — интеллектуальный, напряжённый, зашифрованный и усложнённый стиль — своеобразный вариант маньеризма». По мнению Федерико Дзери, творчество Пармиджанино «диалектически противостояло художественным принципам Корреджо», светлый мир произведений которого всегда открыт навстречу зрителю.

### Фрески в Фонтанеллато
В семнадцать лет Пармиджанино получил заказ на цикл фресок для украшения покоев Паолы Гонзага, супруги графа, кондотьера Джан Галеацо Санвитале, в замке Санвитале в Фонтанеллато близ Пармы (1523—1524). Темa фресок — миф о Диане — на этот же сюжет Корреджо выполнил роспись трапезной для аббатисы монастыря Сан-Паоло. В замке Пармиджанино была написана фреска «История Дианы и Актеона».
На первый взгляд Пармиджанино подражал фрескам Камеры-ди-Сан-Паоло в Парме, созданным Корреджо. Но Корреджо стремился достичь гармонии вымышленного и реального. Пармиджанино уже в относительно ранних произведениях отличался «пристрастием ко всему необычному, новому. Он сумел создать собственный, изысканно-утончённый, нервный, напряжённый стиль с характерными полугротескными изображениями намеренно удлинённых фигур».
По некоторым сведениям, Пармиджанино увлекался магией, что сказалось в мотивах и символах не только одной из наиболее известных работ художника, но и во многих других произведениях.

### Римский период

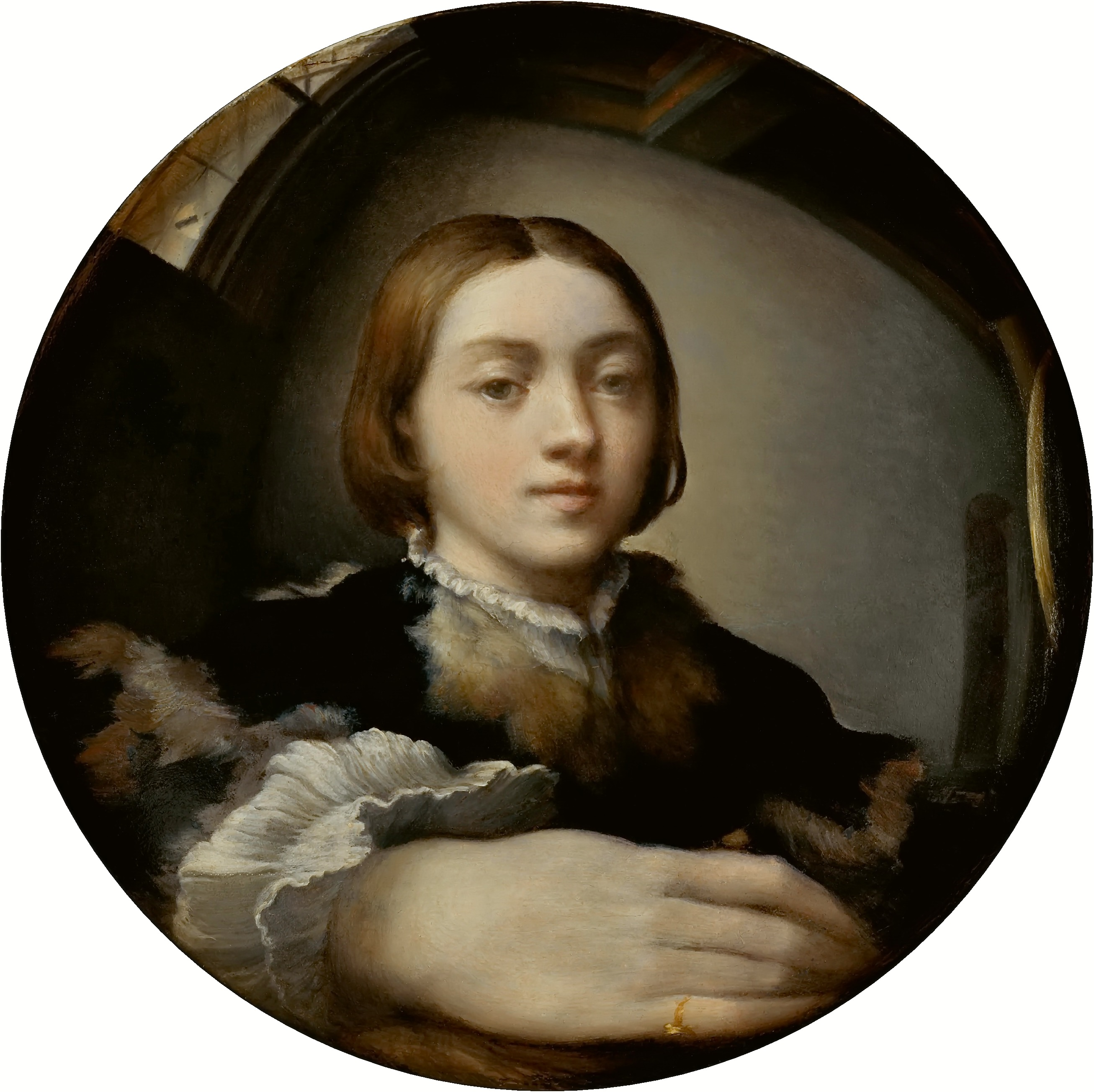
Автопортрет в выпуклом зеркале. Ок. 1523. Дерево, масло. Музей истории искусств, Вена

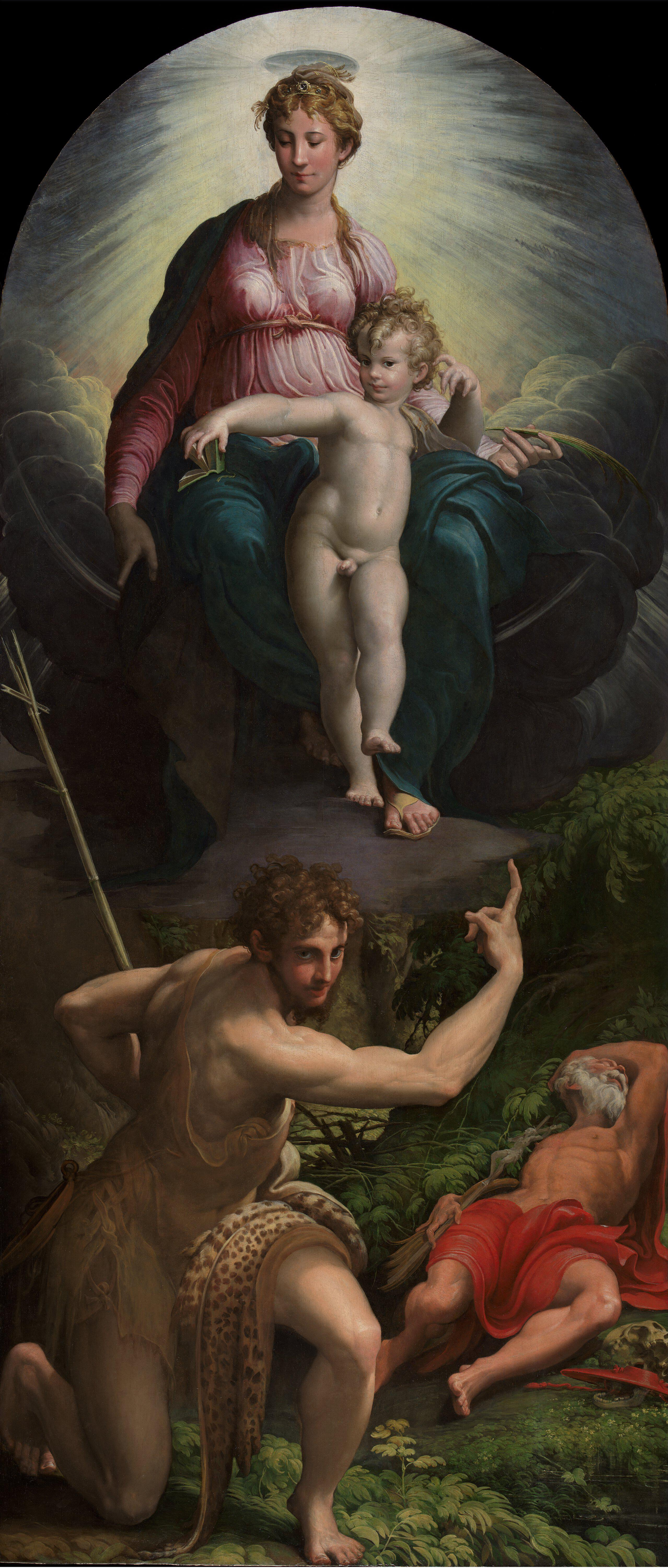
Видение Святого Иеронима. 1527. Дерево, масло. Национальная галерея, Лондон

В Рим Пармиджанино вместе с дядями прибыл летом 1524 года. По сведениям Вазари, «когда начал он зарабатывать порядочно, он услышал, как восхваляли творения добрых мастеров и в особенности Рафаэля и Микеланджело, его охватило желание увидеть Рим, и он высказал это желание и свои намерения своим престарелым дядям, которые остались этим довольны, так как признали подобное желание похвальным, но посоветовали ему взять с собой кое-что из своих работ, которые могли бы ему открыть доступ к тамошним синьорам и художникам его профессии».
«Помимо этого, дабы углубиться в тонкости искусства, начал он однажды писать самого себя, глядясь в зеркало, состоящее из двух полушарий, какие бывают у цирюльников. Занимаясь этим, он обратил внимание на несообразности, которые образуются из-за округлости зеркала на закруглениях: как изгибаются балки потолка, как странно сокращаются двери и целые здания, и захотелось по собственной причуде всё это воспроизвести. И потому, заказав точёный деревянный шар и расколов его пополам, он на одном из полушарий, равном по величине зеркалу, с большим искусством начал воспроизводить всё, что видел в зеркале, и в особенности самого себя так близко к натуре, что и оценить это и поверить этому было бы невозможно, а так как все предметы, приближающиеся к зеркалу, увеличиваются, а удаляющиеся уменьшаются, он изобразил рисующую руку несколько более крупной, как видно в зеркале, и настолько хорошо, что она казалась совсем настоящей. А так как Франческо был очень красив и лицо его и наружность были очень изящными, скорее ангельскими, чем человеческими, то и изображение его в этом шаре казалось божественным, и так счастливо удалась ему вся эта работа, что написанное не отличалось от действительного, так как блеск стекла, все подробности отражений, свет и тени были столь подлинными и верными, что большего от человеческих способностей ожидать было невозможно».
Пармиджанино преподнёс несколько картин папе Клименту VII, в том числе «Автопортрет в выпуклом зеркале» на деревянной полусфере. Такая работа могла понравиться художникам из окружения папы — в это время более всего ценились идеалы римского маньеризма: чувственная красота, неповторимая индивидуальность каждого мастера и его фантазия.
В Риме Пармиджанино вошёл в круг учеников Рафаэля, действовавших во дворцах Ватикана после смерти мастера, сблизился с маньеристами Перино дель Вага, Бальдассарe Перуцци, Полидоро да Караваджо, а также Себастьяно дель Пьомбо и Россо Фьорентино. В Ватикане художник копировал фрески «Станц Рафаэля» и картоны для шпалер, выполненные учениками Рафаэля для Сикстинской капеллы. Под влиянием «Мадонны на лугу» Рафаэля (1505—1506), Пармиджанино создал картину «Дева Мария с Младенцем и Иоанном Крестителем», вероятно, единственную композицию в его творчестве, где пространство выстроено с точным соблюдением принципов прямой перспективы.
Недолгое пребывание в Вечном городе было ознаменовано созданием картин: «Мистическое обручение святой Екатерины Александрийской» и «Видение святого Иеронима» (1527, Лондон, Национальная галерея). Количество произведений, созданных за время недолгого пребывания художника в Риме, является весьма спорной темой среди критиков. Многие работы действительно относят то к 1524—1527 годам, другие — к последующему болонскому периоду (до 1530 года). Например, «Святое семейство с младенцем Иоанном Крестителем» в неаполитанском музее Каподимонте — самая рафаэлевская и классическая из его картин, с отсылками к «Мадонне в голубой диадеме» из мастерской Рафаэля, но Вазари запомнил её как выполненную по прибытии в Болонью.
В Риме Пармиджанино написал «Видение святого Иеронима», монументальный алтарь, который должен был быть в центре триптиха, заказанного Марией Буфалини из Читта-ди-Кастелло (Умбрия). Необычная, типично маньеристичная, композиция картины кажется неестественной и головокружительной. Креститель на переднем плане, совершая поворот, напоминающий произведения Микеланджело, направляет зрителя к изображению Девы Марии с Младенцем наверху, освещённому божественным светом за нимбом, схожим с приёмами Корреджо. Спящий святой Иероним, вызывающий во сне это видение (в ракурсе на лугу справа), восходит к «Мадонне со Святым Себастьяном» Корреджо. Но по сравнению с моделями соотношение фигур, вытянутость пропорций, выразительное использование цвета и предельная изысканность деталей остаются весьма оригинальными. Считается, что эта последняя римская картина художника возникла в результате изучения «Мадонны Брюгге» Микеланджело.
Работа над этим произведением была прервана в 1527 году. Когда ландскнехты, наёмники императора Карла V, во время разграбления Рима (итал. Sacco di Roma) опустошали город, Пармиджанино работал над этим алтарным образом. Солдаты, ворвавшиеся к нему в мастерскую, не тронули ни картин, ни художника. Но через некоторое время Пармиджанино был вынужден покинуть своё жилище и Рим, «Видение святого Иеронима» он передал церкви Санта-Мария-делла-Паче.

### Болонский период
В 1527 году Пармиджанино прибыл в Болонью, где провёл четыре года. В этот период в его творчестве появляется новая черта — сентиментальная патетика в выражении религиозного чувства. Первой болонской работой Пармиджанино был «Святой Рох с донатором» для базилики Сан-Петронио. Вертикализм композиции подчёркнут движением рук святого, заполняющего собой весь передний план, неестественно длинными пальцами донатора, преклонившего колени в молитвенном обращении, взорами, устремлёнными в небо. По определению Вазари, Пармиджанино изобразил Роха, «преодолевающего боль». В Болонье оформляется новый стиль художника: от мотивов, навеянных творчеством Рафаэля он переходит к большей отвлечённости, поиску особой, недостижимой красоты, а его палитра становится более холодной.
Среди созданных в Болонье работ — знаменитая «Мадонна с розой» (Madonna della Rosa, 1529—1530, Дрезден, Картинная галерея). Мотив зрительного кругового движения в этой картине становится определяющим: все линии композиции повторяют форму земного шара, на который опирается младенец Христос. Вазари отмечал «прекраснейшее выражение» лица Мадонны и естественность Младенца. Роза — символический центр картины, одновременно атрибут Непорочного зачатия и алхимический знак завершения заключительной стадии процесса превращения материи.

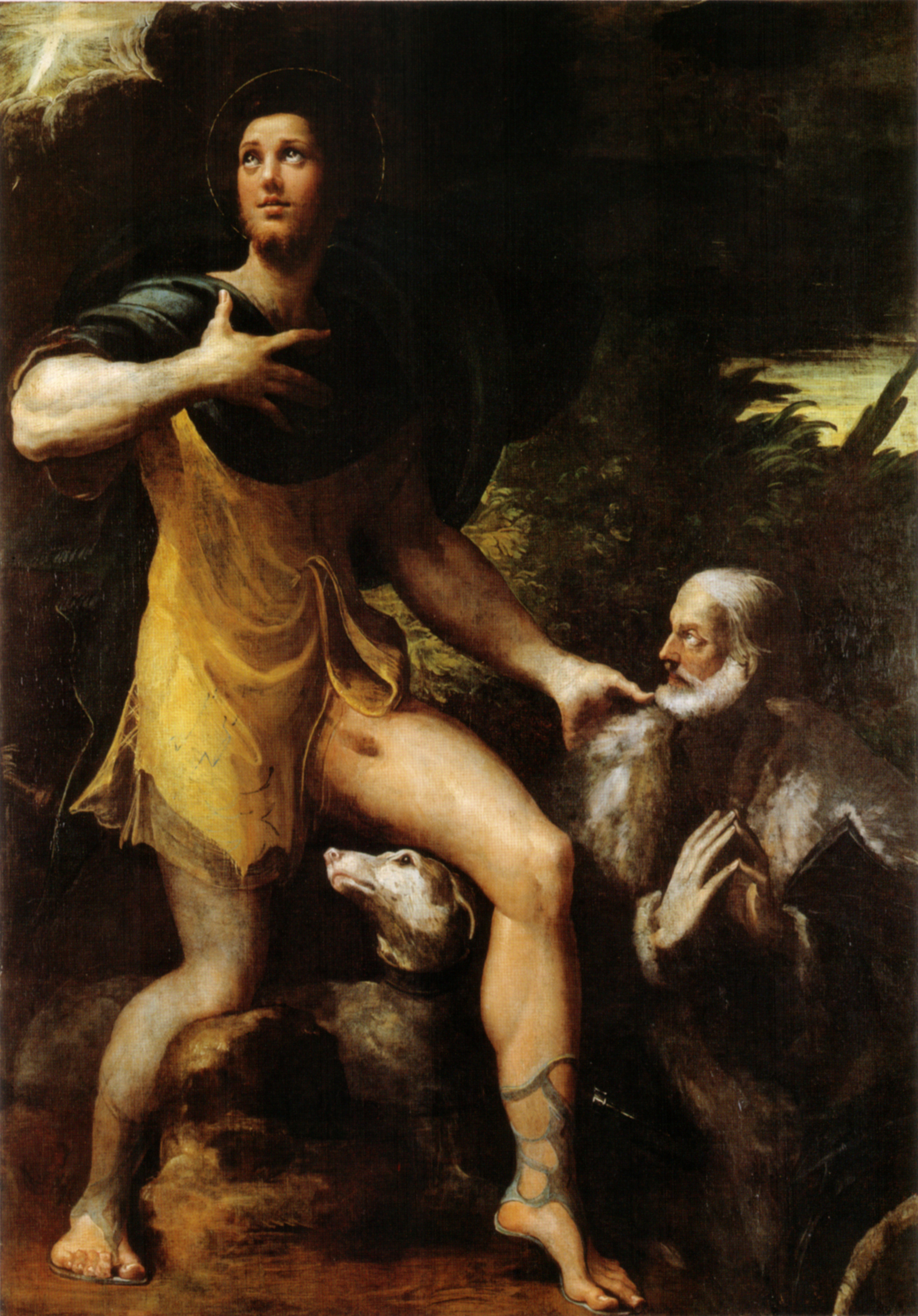
Святой Рох с донатором. 1527. Дерево, масло. Базилика Сан-Петронио, Болонья

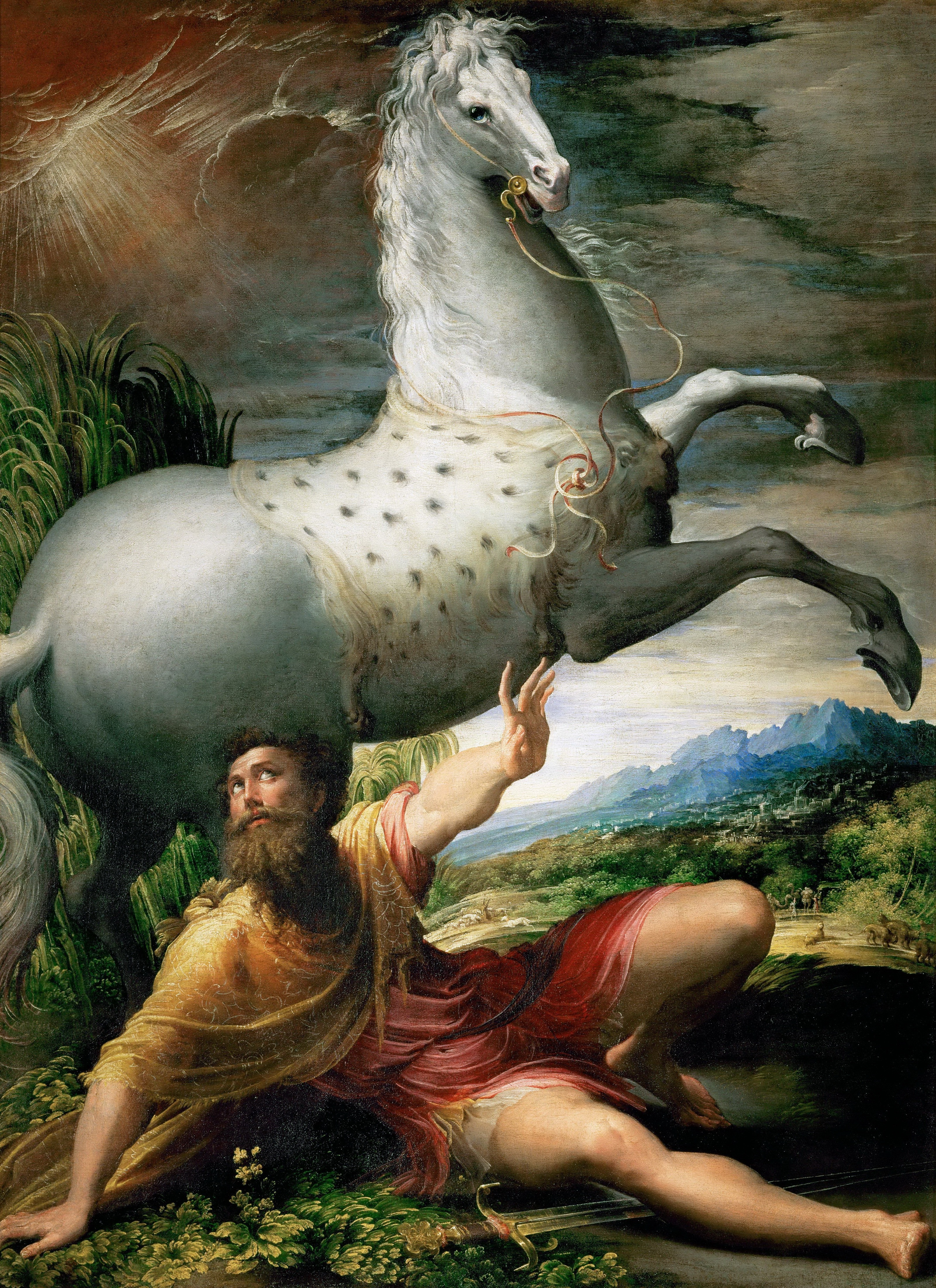
Обращение Павла. Около 1528. Холст, масло. Музей истории искусств, Вена

«Обращение Павла» по мнению итальянского историка искусства Паолы Росси «по силе преображающей реальность фантазии и формальной отвлечённости» не имеет прецедентов. Пармиджанино, задумав вначале многофигурную композицию, оставил всего два персонажа. Сказочное животное (согласно инвентарю 1609 года «скачущая жирафа или лошадь») показано в момент напряжения движения. Вспышка света, повергшая гонителя христиан Савла наземь, озаряет тревожный пейзаж. Вместе с тем картина полна тщательно выписанных и весьма правдоподобных деталей. Вазари назвал «Обращение…» «редкостнейшим произведением».

### Возвращение в Парму и кончина художника

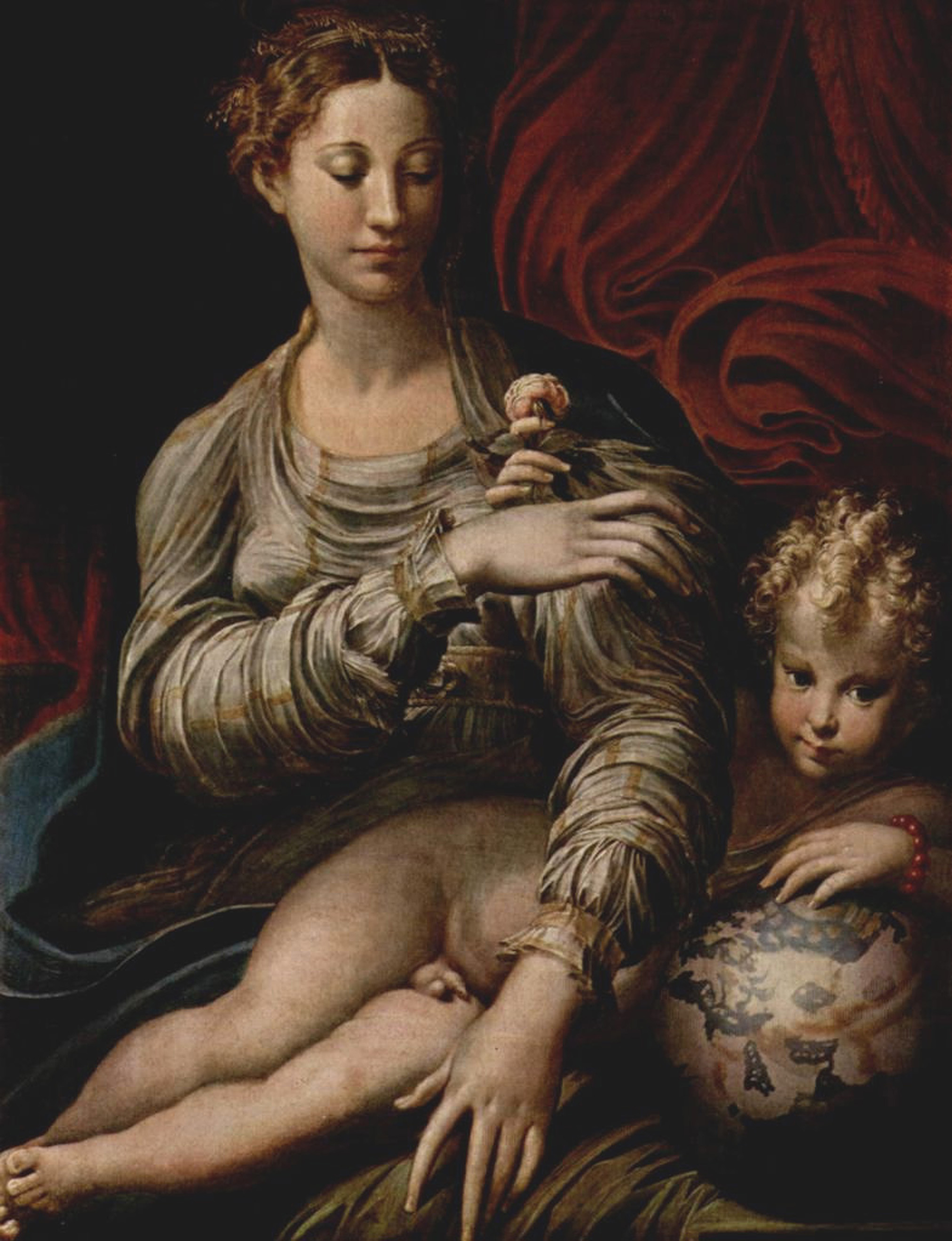
Мадонна с розой. 1528—1530. Дерево, масло. Галерея старых мастеров, Дрезден

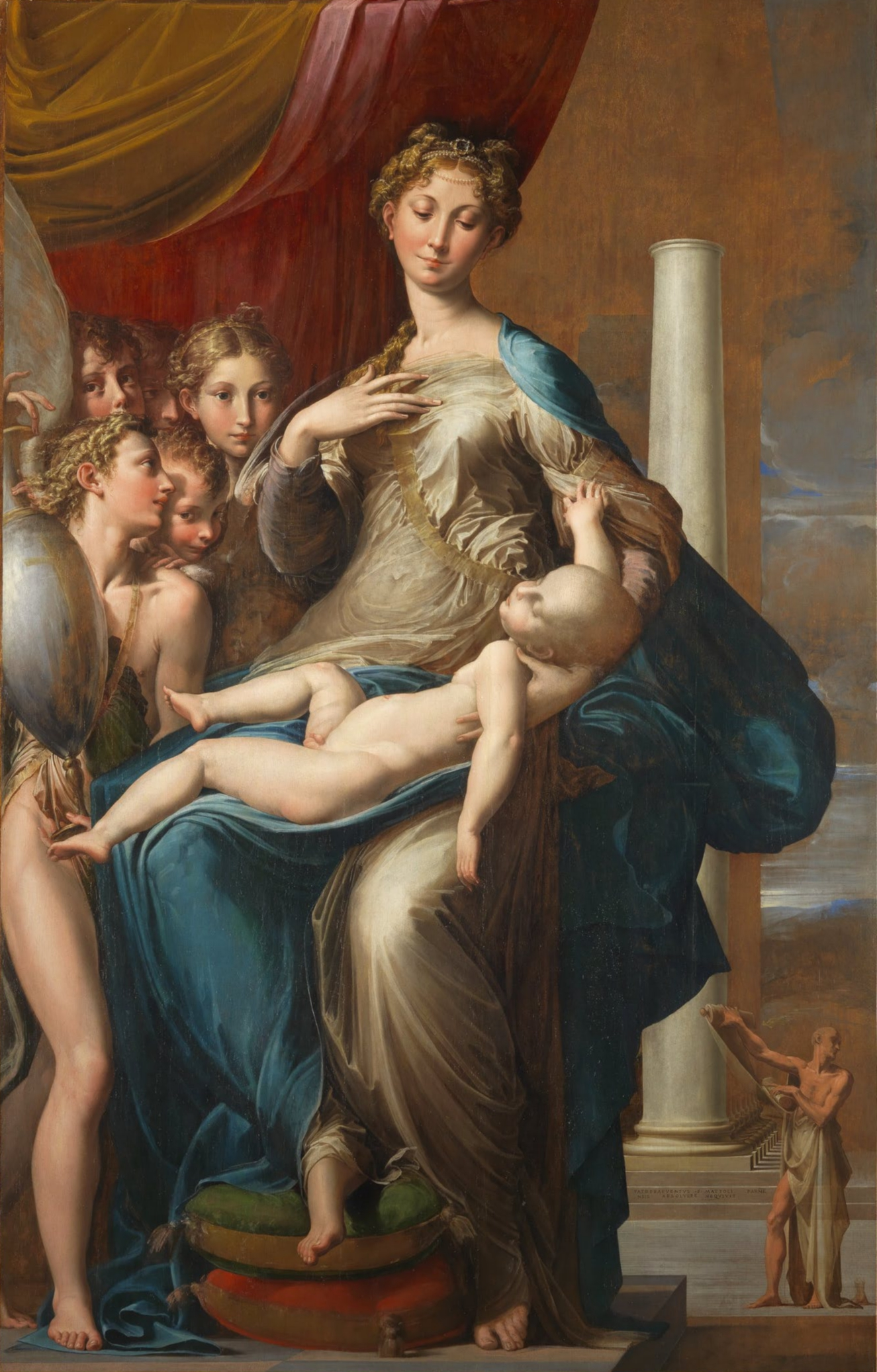
Мадонна с длинной шеей. Между 1534 и 1540. Дерево, масло. Уффици, Флоренция

Вернувшись в родной город, Пармиджанино выполнил — в числе других произведений — знаменитую картину — «Мадонна с длинной шеей» (около 1535, не завершена). Вазари объяснял незавершённость картины тем, что работа, выполненная художником, не вполне его удовлетворяла.
В мае 1531 года Пармиджанино получил заказ на фресковую роспись, прославляющую Деву Марию, в церкви Санта-Мария-делла-Стекката. Главной должна была стать сцена Коронования Девы Марии. Пармиджанино обязался выполнить работу за восемнадцать месяцев. То обстоятельство, что художник, всегда работавший один, привлёк помощников, показывает, насколько трудно давалась ему роспись. Работа бесконечно прерывалась, так как поставки материалов были нерегулярными, а церковная администрация высказывала недовольство необычным замыслом художника. В 1539 году Пармиджанино полностью завершил лишь роспись арки пресвитерия, выдержанную в необычном для него классицистическом стиле. Исследователи видят в этой работе влияние росписей «Золотого зала» в Золотом доме императора Нерона в Риме и фресок Рафаэля в ватиканских Лоджиях и на Вилле Мадама. Темой для фресок арки пресвитерия послужила притча о Девах разумных и неразумных. В этой работе Пармиджанино отошёл от идеалов иррациональной красоты, обращаясь к точно выверенным классическим пропорциям, цветовым решениям и мотивам украшений, типичным для архитектуры древнеримских дворцов. Создавая живописные фризы, он точно следовал, до той поры игнорируемым, правилам перспективы. Начатыми же росписями апсиды церкви Пармиджанино остался недоволен и уничтожил их. По словам Аугусты Гидилья Квинтавалле, Пармиджанино имел возможность во фресках Санта-Мария-делла-Стекката «соединить воедино различные грани своих интересов, лишь внешне противостоявших друг другу: классицизм и Ренессанс, алхимические мечты о получении золота и научные поиски, преображение реального мира и натуралистические наблюдения, неподвижность и движение».
Его страсть к алхимии не только стоила ему времени, денег и здоровья, но и мешала ему выполнять свои обязательства. Поскольку ему заплатили часть денег вперёд, Братство Стекката, утомлённое ожиданием, привлекло его к ответственности за невыполнение заказа в срок и приговорило к тюремному заключению в 1539 году. Освобождённый после обещания завершить работу, он снова не выполнил своих обязательств и сбежал из Пармы в гродок Казальмаджоре (Ломбардия). 5 августа 1540 года, во время, как можно представить, жаркого лета, художник заболел, возможно, малярией, и составил завещание, оставив в качестве наследников троих своих ещё несовершеннолетних слуг, которые, возможно, были также его помощниками в искусстве и 100 скуди сестре Джиневре.
По словам Вазари: «Франческо, всё еще увлекаясь этой своей алхимией, превратился, как и все другие, однажды на ней помешавшиеся, из человека изящного и приятного в бородатого, с волосами длинными и всклокоченными, почти дикого, совсем не такого, каким был раньше, и после того как он так опустился и стал нелюдимым и мрачным, напали на него тяжкая горячка и жестокий понос, вследствие чего через несколько дней он отошёл к лучшей жизни, положив тем самым конец тягостям мира сего, в котором не познал он ничего, кроме тоски и докуки. Он пожелал быть погребенным в Церкви братьев сервитов, прозванной Ла Фонтана и расположенной на расстоянии одной мили от Казаль Маджоре, и как завещал, так и был похоронен голым с архипастырским крестом на груди. Он закончил свой жизненный путь 24 августа 1540 года(26), и было это большой потерей для искусства из-за того изящества, единственного в своем роде, какое руки его придавали всему, что он писал».
Однако по другим словам Вазари, причиной его смерти послужило отравление веществами, используемыми в алхимических опытах — «меркурием, или ртутью». Его могила находится в церкви братьев сервитов Ла Фонтана близ Казальмаджоре.

### Графические произведения
Опыты Пармиджанино в графике неразрывно связаны с его живописью. Каждой живописной работе предшествовали многочисленные подготовительные рисунки, где он настойчиво стремился к идеальной композиции. По словам Ш. Блана: «Одна и та же поза или движение обдумываются и фиксируются, исследуются вновь и вновь… Чувствуется, что у художника есть модель, но она открыта лишь его внутреннему взору. И в соответствии с этой идеальной моделью он исправляет те природные изъяны, которыми могла обладать реальная натура, хранящаяся в его памяти». Кроме того, Пармиджанино оставил огромное наследие самостоятельных рисунков в совершенно оригинальной «живописной манере». Ранее, у мастеров Высокого Возрождения, рисунок чаще играл вспомогательную роль предварительного эскиза живописной композиции; Пармиджанино одним из первых сделал рисунок самостоятельным видом искусства. Причём рисовал он чаще не с натуры, а «от себя».
«Если у художников итальянского Высокого Возрождения обнажённые фигуры, как правило, имели здоровое, крепкое телосложение, соответствующее античному канону пропорций мужской или женской фигуры, то у маньериста Пармиджанино чаще встречаются хрупкие, грациозно изгибающиеся тела, нередко с подчёркнуто утрированными, удлинёнными пропорциями. Линия у Пармиджанино уже не просто отграничивает и обрисовывает форму, но приобретает самостоятельное змеевидное движение, а пятна светотени, лишь намекающие на моделировку объёмов ещё более усиливают живописную динамику композиции. Спокойная гармония рафаэлевских образов уступает место маньеристической дематериализации фигур».
Живописные качества рисунков Пармиджанино сделали их удобными оригиналами для цветной гравюры по дереву в три-четыре доски — кьяроскуро. По оригиналам Пармиджанино работали многие итальянские гравёры, в частности Уго да Карпи.
Пармиджанино приписывали изобретение техники гравирования с помощью травления (офорта). На самом деле он не был первооткрывателем этой техники, но сделал многое для раскрытия её художественных возможностей. Он был виртуозом техники штрихового офорта, обучал офорту своих учеников, охотно предоставлял свои оригиналы другим гравёрам, а также обучал технике кьяроскуро всех желающих. Он достиг в этой технике такого успеха, что Вазари ошибочно приписал «Диогена» (работа Уго да Карпи по рисунку Пармиджанино) — «один из знаменитейших листов в истории гравюры» — самому Пармиджанино.
Одним из учеников Пармиджанино был Джузеппе Никола Россильяни по прозванию Никколо Вичентино, который гравировал по рисункам многих итальянских художников, но, прежде всего, по оригиналам своего учителя, и также в технике кьяроскуро. Другим учеником Пармиджанино был Антонио да Тренто, или Антонио Фантуцци (существует версия, что это один и тот же человек), который по рассказу Вазари сбежал от учителя во Францию, прихватив с собой несколько досок кьяроскуро, готовых оттисков и рисунков самого Пармиджанино (впоследствии бесследно исчезнувших). По рисункам Пармиджанино кьроскуро создавали также Андреа Андреани и многие другие ксилографы.

## Индивидуальный художественный стиль и его оценки
Основываясь на моделях, разработанных Рафаэлем, но пропущенных через творчество Корреджо, Пармиджанино одновременно стремился уйти от этих образцов. Б. Р. Виппер несколько иронично писал, что в произведениях Пармиджанино:

 «Религиозное событие начинает превращаться в светский, придворный церемониал, где складывается новый идеал красоты человека, оторванный от жизни, человека, подобного хрупкому тепличному растению, с удлинёнными пропорциями, тонкими, аристократическими руками, чувствительной душой и мечтательным или потупленным взором… Вполне сложившийся поздний стиль Пармиджанино, сыгравший решающую роль в становлении маньеризма, можно наблюдать уже в „Мадонне с розой“, написанной в 1527 году во время пребывания мастера в Болонье. Картина проникнута аристократической утончённостью и пряной чувственностью. Светский характер образов настолько подчёркнут в этой картине, что её иногда склонны были принимать за изображение не Богоматери с младенцем, а Венеры с амуром. Младенец, изысканно завитой, с ожерельем на запястье, как сказочный принц, удобно и кокетливо вытянулся на коленях матери… Чрезвычайно важную роль в картине играет её своеобразный линейный ритм, построенный на произвольной игре мелкоструящихся складок одежды и занавеса, и её чисто декоративный, лишённый всякой жизненности, отвлечённо-холодный, но в своих перламутровых переливах и эмалевых отблесках изысканно-нежный колорит… Ещё дальше в отрицании всякой связи своей образной фантазии с реальной действительностью, ещё последовательнее в принципах своей идеализации Пармиджанино идёт в наиболее прославленной религиозной композиции, известной под названием „Мадонна с длинной шеей“. С необычайной настойчивостью и изобретательностью Пармиджанино нарушает здесь логику во имя осуществления своего субъективного эстетического идеала. Где происходит событие и в чём оно заключается? Местом действия служит как будто колонный портик; на самом же деле здесь нет никакого здания, есть только фрагменты какой-то неоконченной или разрушенной архитектуры… Смотрит ли [Богоматерь] на младенца, лежащего на её коленях, или грезит с полузакрытыми глазами? И кто её окружает? Ангелы ли это или изящные светские юноши и девушки, полуобнажённые, но изысканно завитые?.. Что это за ваза, которую один из них держит в руках? И кто такой, наконец, этот полунагой старец с длинным свитком в руках, стоящий в глубине?.. Художник ставит своей задачей создать мир чистой фантазии, мир неземной, небывалой, одухотворённой красоты» 
Между тем, с позиций мистического символизма в этой картине можно увидеть зашифрованную аллегорию «Пьеты». Незавершенная колоннада на дальнем плане (выглядит как одна надломленная колонна) — символ преждевременно оборванной жизни. Фигура со свитком — напоминание о пророчествах Ветхого Завета. Спящий Младенец на коленях Мадонны похож на мёртвого Христа. Плащ Мадонны напоминает погребальный саван, один из Ангелов несёт урну — атрибут умащивания тела благовониями, а вся композиция восходит к средневековым «горизонтальным оплакиваниям».
Наиболее характерные эстетические принципы искусства Пармиджанино являются одновременно самыми показательными для искусства итальянского маньеризма в целом. Они были изложены в теоретических трактатах Федерико Цуккаро и Джан Паоло Ломаццо. Среди них: повышенный спиритуализм, сочетающийся с не менее сублимированным эротизмом или, напротив, подчёркнуто противопоставленный ему, взвинченность и изломанность линий (итал. forzato — принуждённый, насильственный), в частности, частое использование так называемой «змеевидной» линии (итал. linea serpentinata), удлинённость или даже деформированность фигур, напряжённость поз (по определению Б. Р. Виппера, «немотивированность поз движением»), необычные или причудливые эффекты, связанные с разномасштабностью фигур, освещением или усиленной перспективой, использование резкой, контрастной цветовой палитры, перегруженность композиции деталями.

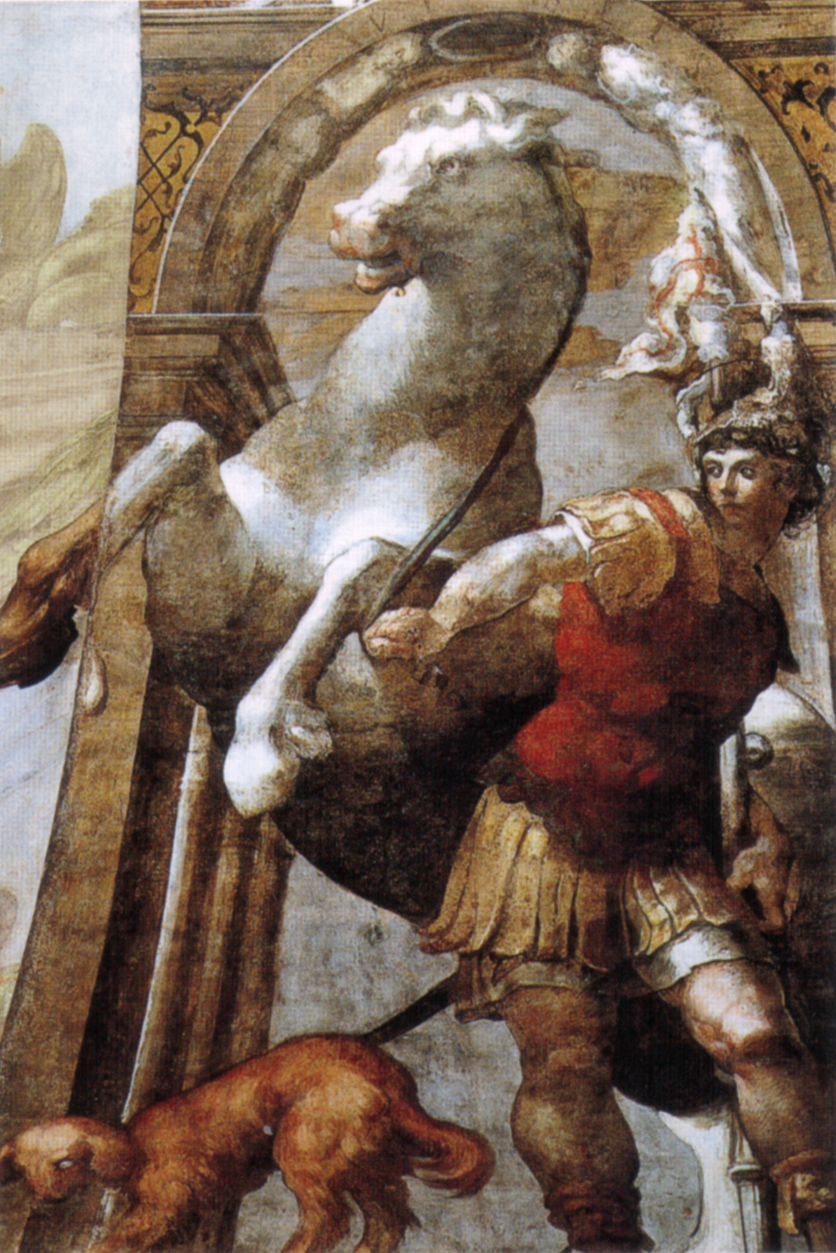
Святой Виталий. 1522. Деталь фрески. Церковь Сан-Джованни-Евангелиста, Парма
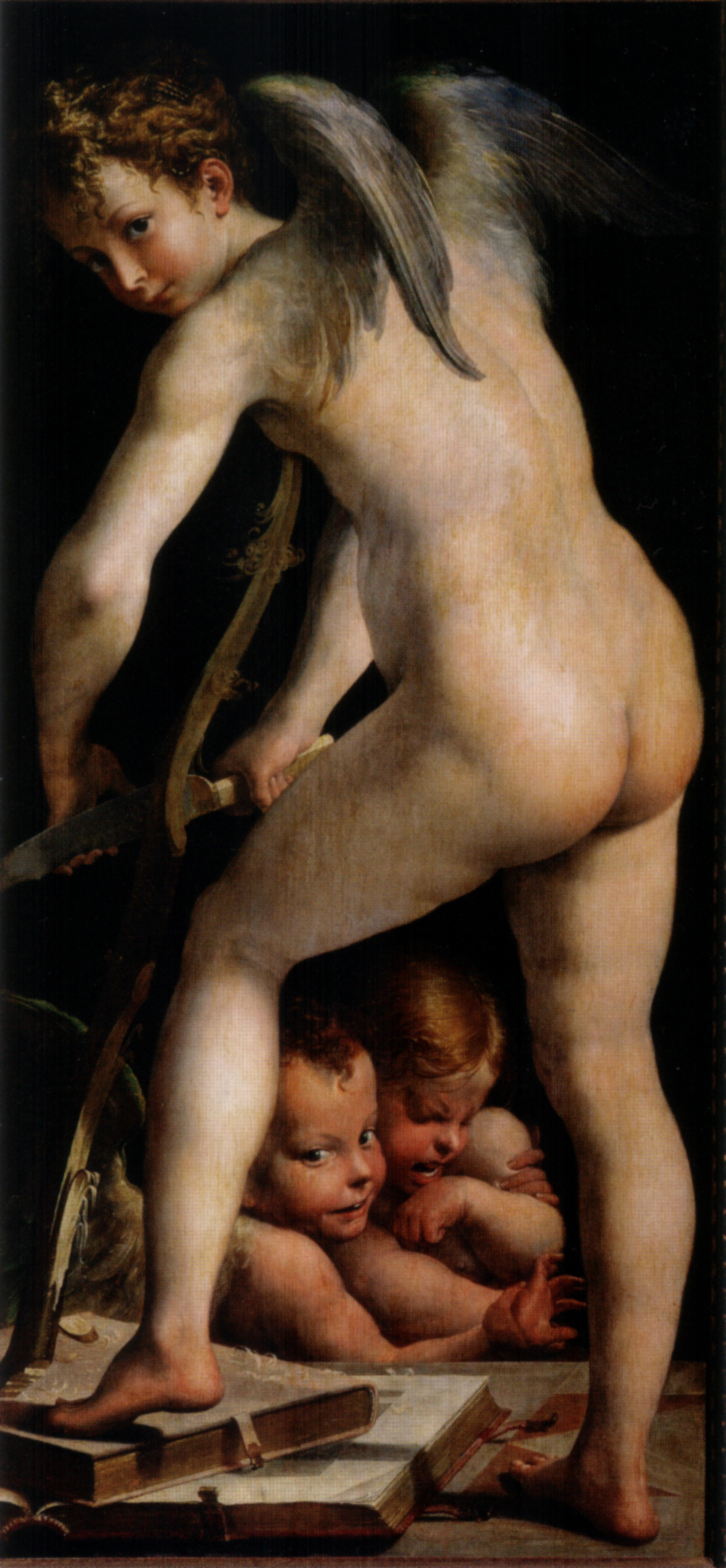
Купидон, натягивающий лук. 1530-е. Холст, масло. Музей истории искусств, Вена
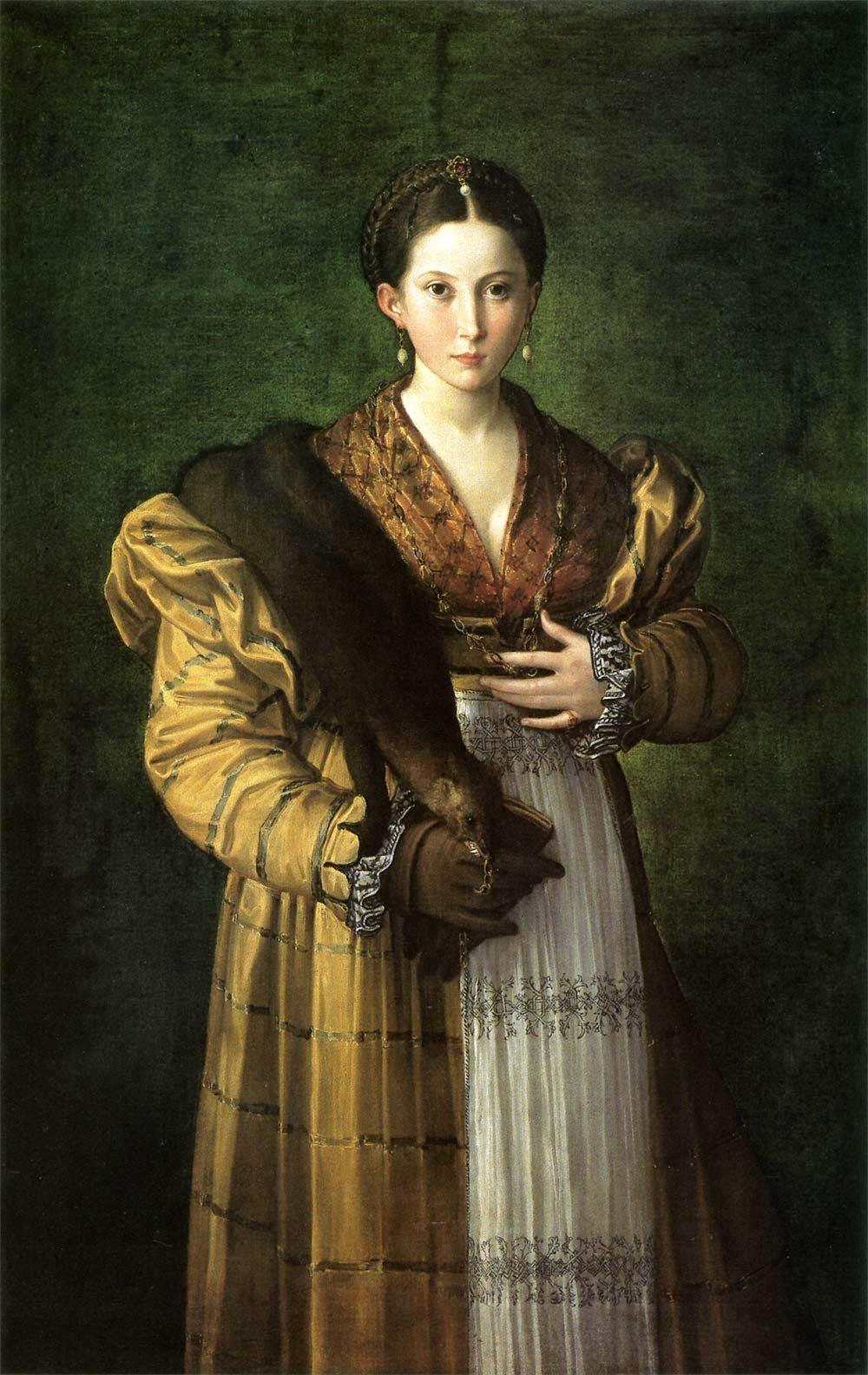
Антея. Между 1530 и 1535. Холст, масло. Музей Каподимонте, Неаполь
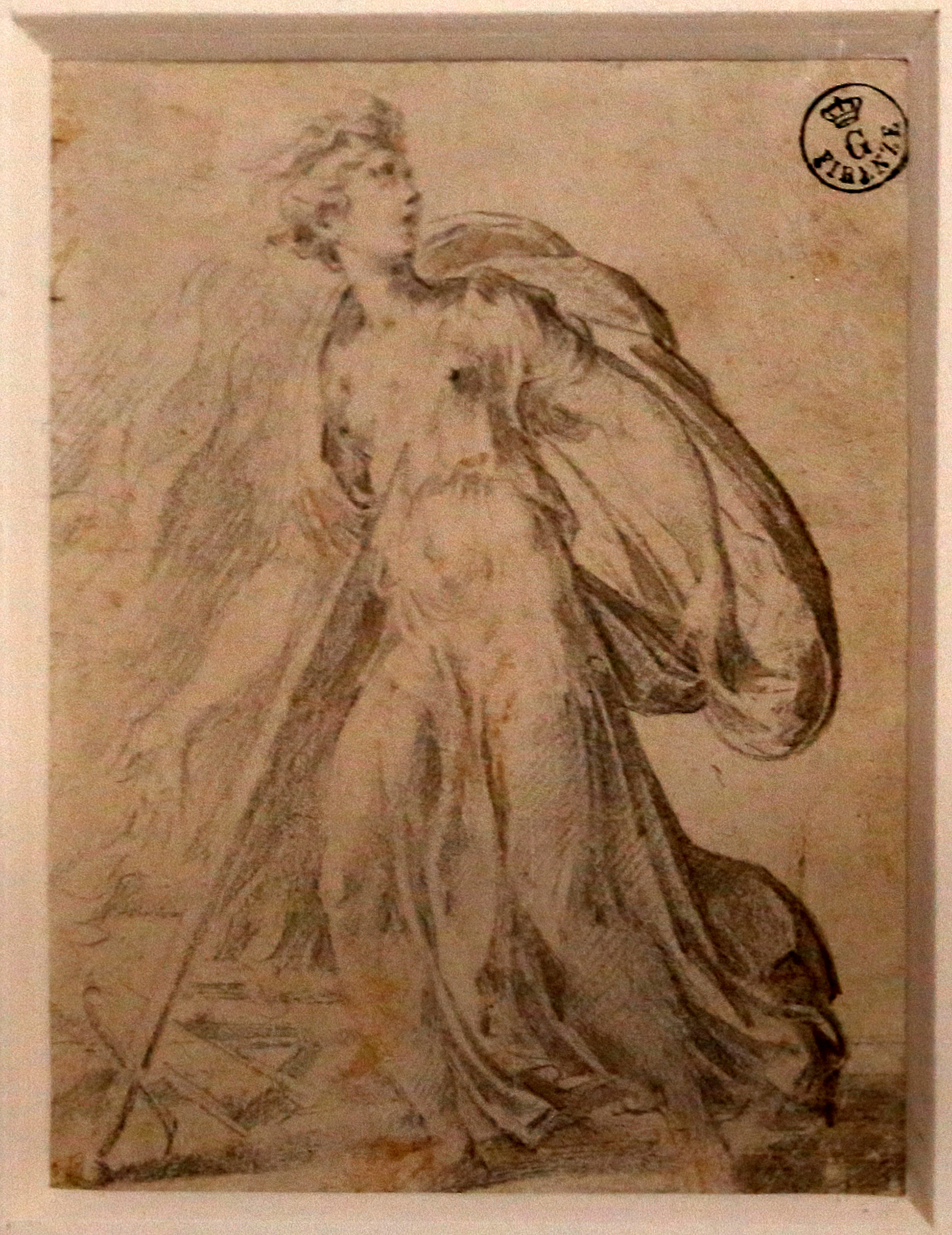
Самоубийство Дидоны. Между 152 и 1539. Бумага, сангина. Уффици, Флоренция
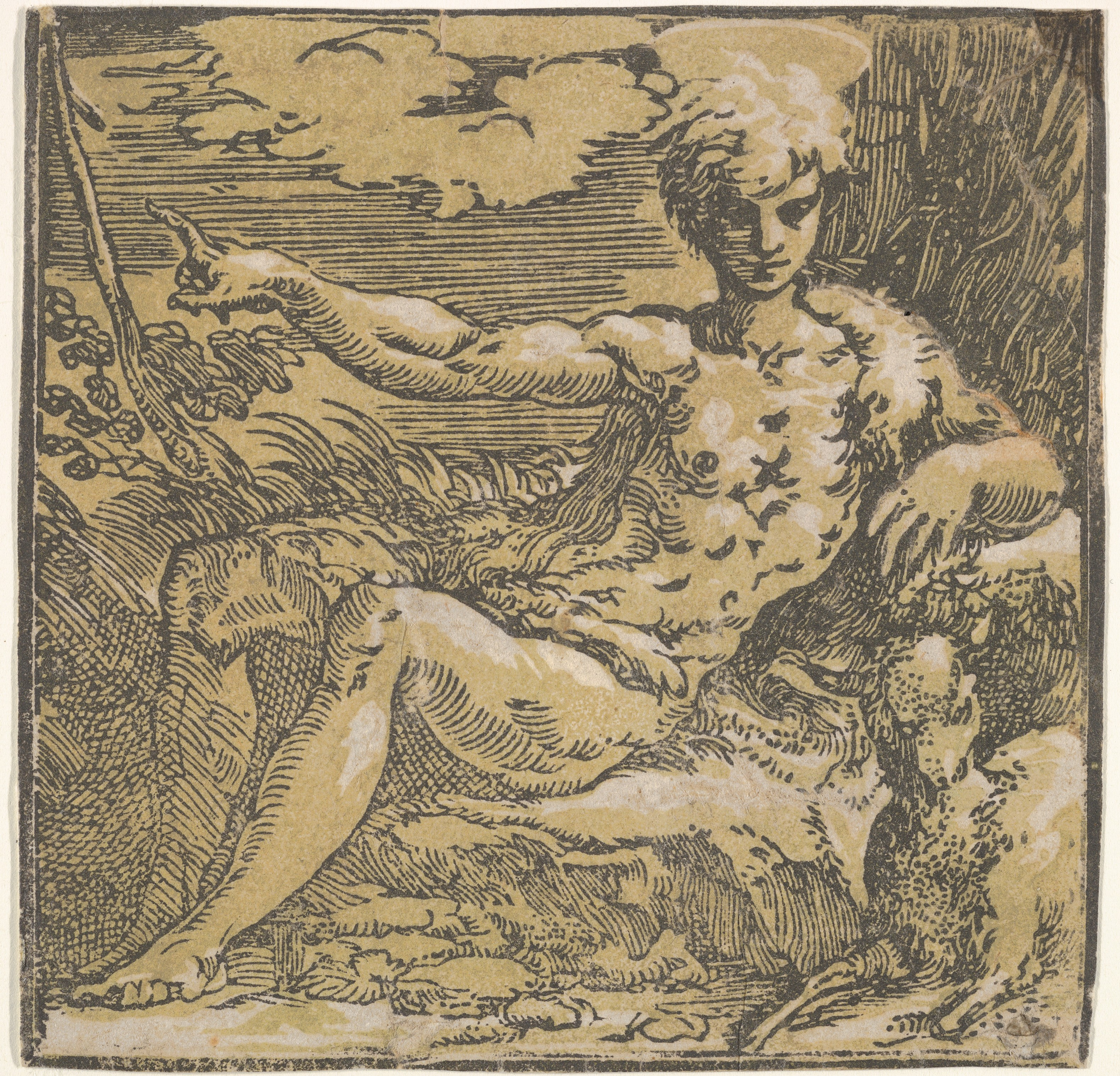
Святой Иоанн Креститель в пустыне. Между 1520 и 1550. Кьяроскуро в две доски
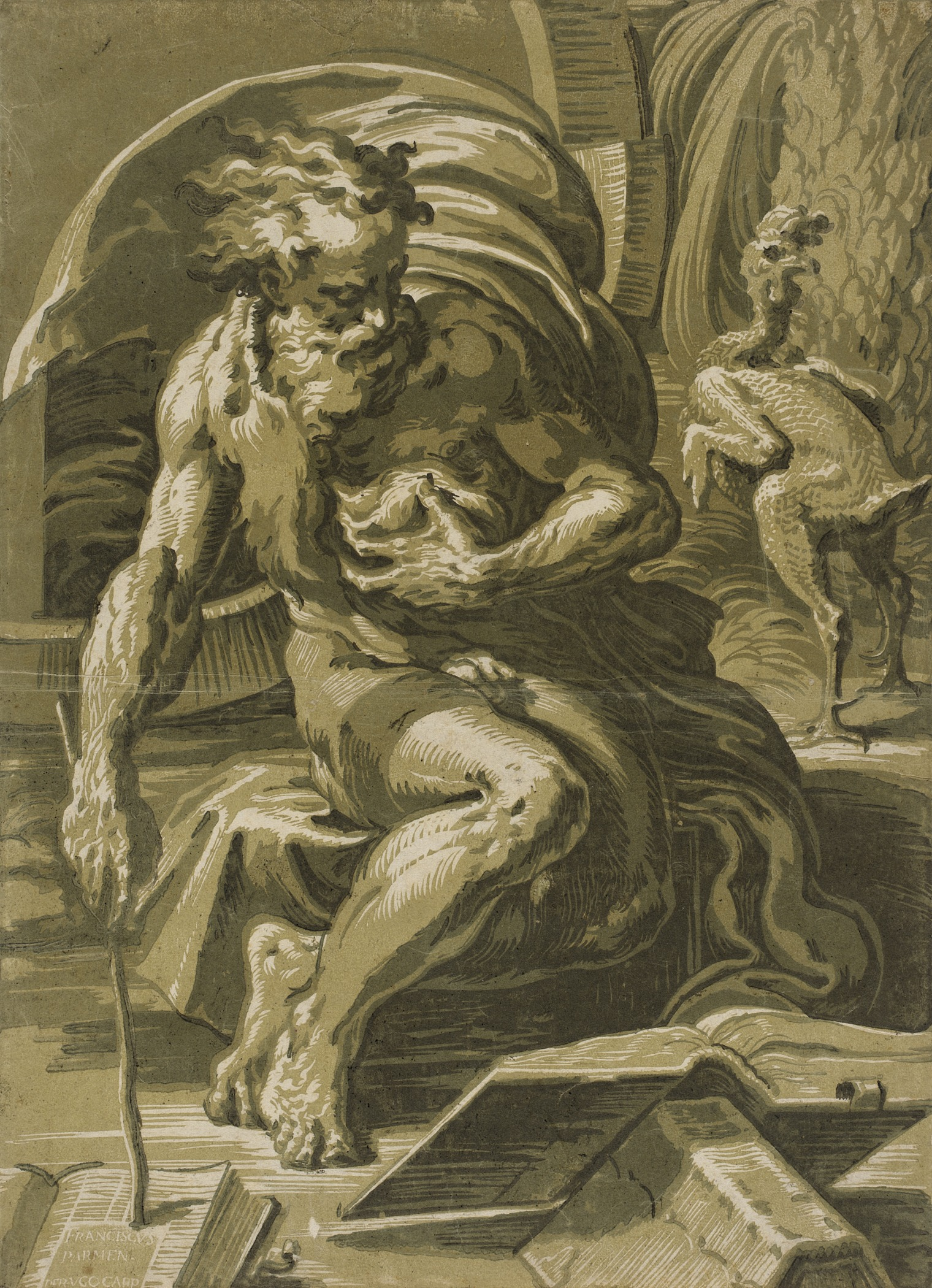
Уго да Карпи. Диоген. Ксилография  кьяроскуро с четырёх досок по картине Пармиджанино. 1527
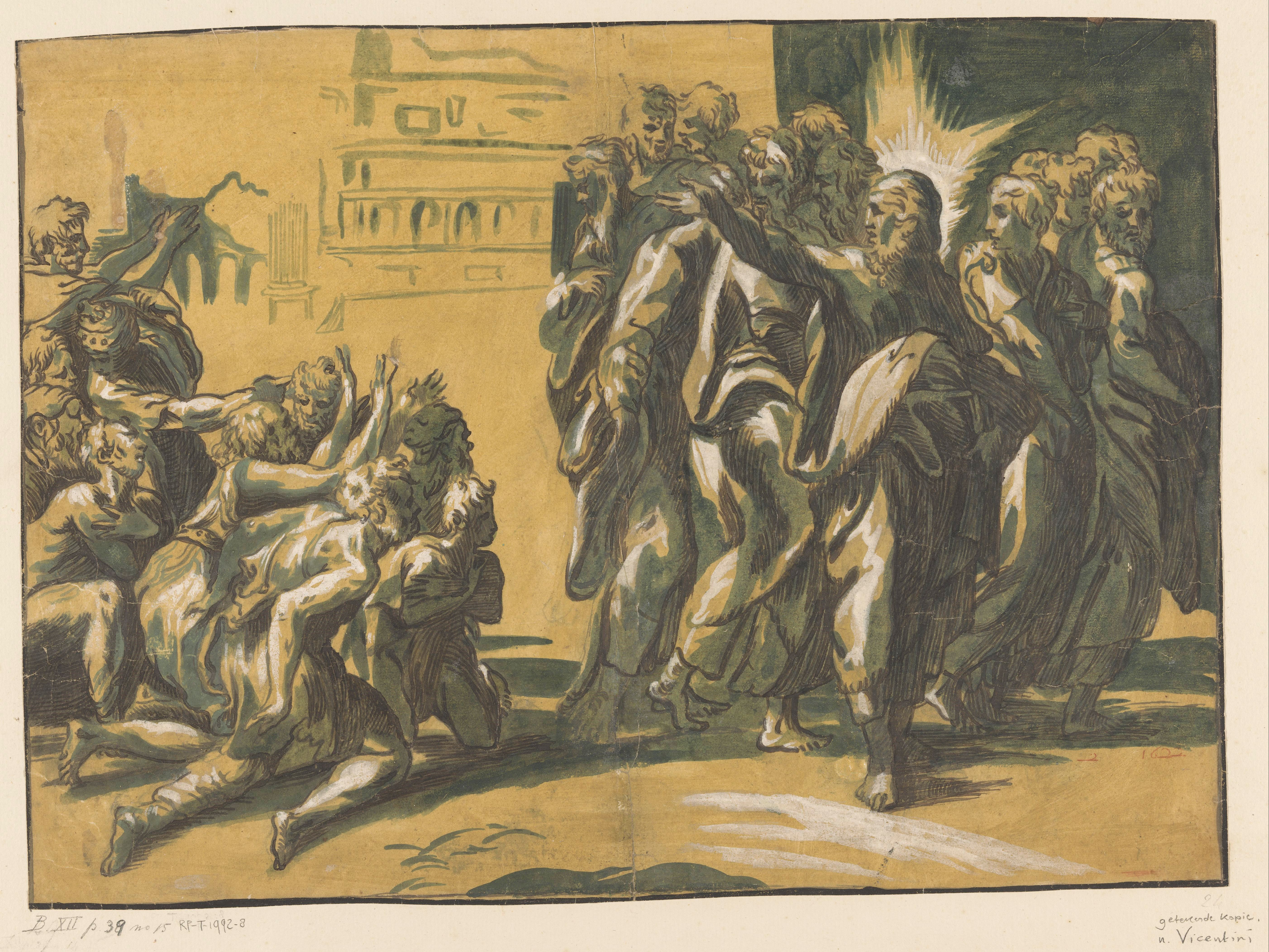
Христос исцеляет прокажённых. Ок. 1540. Кьяроскуро в три доски

## Влияния творчества Пармиджанино
Картины и гравюры Пармиджанино существенным образом повлияли не только на развитие итальянского искусства XVI века, но и на формирование стиля французской школы Фонтенбло, «рудольфинского стиля» в Праге, многих других историко-региональных течений в постренессансном искусстве стран Центральной и Северной Европы, индивидуального творчества Бартоломеуса Спрангера и Ханса фон Аахена, Пауля ван Вианена, Виргиля Солиса, Венцеля Ямницера.
Под фамилией Пармиджанино известны и другие итальянские художники, например живописец-пейзажист Джулио Пармиджанино (? — 1734), также родом из Пармы, работавший в Венеции.
В санкт-петербургском Эрмитаже имеются две картины Пармиджанино: «Положение во гроб» и «Мужской портрет». В 2008 году в России были показаны две картины мастера. В Государственном Эрмитаже демонстрировалось «Обращение Савла» (), в Государственном музее изобразительных искусств им. А. С. Пушкина — портрет «Антея» ( (недоступная ссылка)).